# Фам Динь Тунг, Павел Иосиф
Павел Иосиф Фам Динь Тунг (вьет. Phaolô Giuse Phạm Đình Tụng; 15 июня 1919, Куангнам, Французский Индокитай — 22 февраля 2009, Ханой, Вьетнам) — вьетнамский кардинал. Епископ Бакниня с 5 апреля 1963 по 23 марта 1994. Апостольский администратор Ханоя с 18 июня 1990 по 23 марта 1994 года. Архиепископ Ханоя с 23 марта 1994 по 19 февраля 2005 года. Апостольский администратор Лангшона и Каобанга с 1 марта 1998 по 3 июня 1999 года. Кардинал-священник с титулом церкви Санта-Мария-Реджина-Пачис-ин-Остия-маре с 26 ноября 1994 года.

## Трудные годы служения
Посвящён в сан священника 6 июня 1949 года в Ханое. С 1949 года капеллан в сиротском приюте имени святой Терезы, со следующего года викарий прихода Хам Лонг в Ханое. В 1954 году Вьетнам был разделён на Северный и Южный по семнадцатой параллели, в Ханое было образовано коммунистическое правительство, что вызвало массовый отъезд священников из северо-вьетнамских католических диоцезов. Фам Динь Тунг остался в Ханое и в 1955—1963 годах был ректором младшей семинарии святого Иоанна, с 1960 года закрытой.
5 апреля 1963 года был назначен епископом Бакниня. Почти все годы своего пребывания на кафедре в Бакнине находился под домашним арестом, а в самом диоцезе осталось всего три священника на более чем 100 приходов. В поэтической форме излагал жизнь Иисуса Христа, Евангелие, христианское вероучение. 